# بولانی
بولانی، روستایی از توابع بخش مرکزی شهرستان خاش در استان سیستان و بلوچستان ایران است.
طایفه شهلی براست وسفیدریش وبزرگ منطقه حاجی خداداد شهلی براست

## جمعیت
این روستا در دهستان سنگان قرار دارد و براساس سرشماری مرکز آمار ایران در سال ۱۳۸۵، جمعیت آن ۱۰۵ نفر (۳۰خانوار) بوده است.